# Microlicia castrata
Microlicia castrata är en tvåhjärtbladig växtart som beskrevs av Charles Victor Naudin. Microlicia castrata ingår i släktet Microlicia och familjen Melastomataceae. Inga underarter finns listade i Catalogue of Life.